# گمینا کیکوو
گمینا کیکوو (به لهستانی:  Gmina Kikół) یک گمینا در لهستان است که در شهرستان لیپنو واقع شده‌است. گمینا کیکوو ۹۸٫۲ کیلومتر مربع مساحت و ۷٬۲۲۳ نفر جمعیت دارد.